# Juriquilla
Juriquilla es un pueblo mexicano situado en el estado de Querétaro, dentro del municipio de Querétaro. Es la cuarta localidad más poblada del estado.
Juriquilla se caracteriza por tener varias "Colonias" o barrios de nivel socioeconómico alto, (Fraccionamiento Cumbres del Lago), Villas del Mesón, Santa Fe, Condesa, Altos Juriquilla, Real de Juriquilla, San Francisco, Balcones, entre otros. Cuenta con una presa, club de golf, hotel gran turismo, plaza de toros, cuatro campus universitarios (CINVESTAV, UNAM campus Juriquilla, UAQ y UVM), varias escuelas de distintos niveles, centro de exposiciones, centros comerciales, Club Deportivo entre Real de Juriquilla y Lomas de Juriquilla, centros de investigación.

## Historia
Originalmente Juriquilla era una hacienda dedicada a la agricultura, en la actualidad es una serie de barrios, colonias y centros culturales y un Club Deportivo Familiar y Social.
Durante el gobierno del Arq. Antonio Calzada en la década de los setenta, se especuló la posible ubicación del Campus Querétaro del Instituto Tecnológico de Monterrey, en las inmediaciones de Juriquilla.  “Con maquinaria pesada y enorme cantidad de tepetate que acarrearon varios camiones de volteo, durante la mañana, tarde y noche, se pactaron miles de metros cuadrados para construir una carretera hasta una explanada en donde se realizaría la ceremonia de colocación de una enorme primera piedra del referido instituto…”  Dicha carretera perdura hoy en día comunicando la autopista a la altura del kilómetro 15 con boulevard Villas del Mesón, siendo este el primer acceso a Juriquilla del que se tiene registro. La ubicación de la UVM campus Querétaro (fundada en 1988) fue en un inicio la posible ubicación de la primera piedra del ITESM. La piedra nunca fue colocada en Juriquilla como se esperaba, en 1974 inicio actividades en su actual ubicación.

Es a finales de la década de los ochenta cuando la zona comienza a ser un atractivo para inversionistas y constructoras, nacionales y extranjeros; es así como comienza Provincia Juriquilla; “… pueblo y fraccionamiento, donde unos nacieron y otros han llegado a vivir ahí… producto de inversiones que empresarios hicieron bajo la promoción de la familia Torres Landa se comenzó a gestar un complejo residencial y turístico…”2

El UVM campus Querétaro se diversifica, ofreciendo áreas de estudio antes descuidadas como diseño gráfico, medicina e ingenierías. En 2002 cambiaria sus instalaciones a la zona la facultad de Ciencias Naturales ofreciendo las carreras de Biología, Veterinaria y Nutrición. En 2007 hace lo mismo la facultad de Informática siendo su infraestructura la más moderna. En 2009 se inaugura el centro de negocios; todos ellos pertenecientes a la Universidad Autónoma de Querétaro (UAQ), creando lo que hoy se conoce como avenida de las ciencias, el boulevard universitario de gran extensión consta de centros y plazas comerciales, gimnasios, restaurantes y escuelas.
El fraccionamiento Villas del Mesón es pionero en toda la zona; dentro del mismo se pueden observar residencias estilo mexicano, barraganesco y colonial. Las calles de este fraccionamiento aluden a lo que es hoy en día todas las comunidades y ex haciendas de Santa Rosa Jáuregui. Posteriormente, la zona se expande y logra la unión con la cabecera delegacional en la zona norte; colonias como Privada Juriquilla en donde se aprecia una arquitectura más contemporánea y avenidas amplias con grandes jardineras; Punta Juriquilla con aires minimalistas es un atractivo visual así como su gran plusvalía; Altavista Juriquilla con una excelente vista de la ciudad de Querétaro y todo Juriquilla, fraccionamiento en constante crecimiento y plusvalía. Cumbres del Lago con sus calles de pórfido y palmeras en sus avenidad tiene un encantador aspecto único en la zona; Balcones de Juriquilla, Residencial Villa Capri y Villa Toscana estos últimos con una arquitectura mediterránea y con vista a todo el lago, zonas de mayor exclusividad así como Real de Juriquilla con canchas de tenis, casa club, alberca y zona verde protegida, junto con nuevos fraccionamientos como Lomas de Juriquilla se ha formado lo que ahora se conoce como Nuevo Juriquilla. Juriquilla Santa fe  y sus 39 condominios con sus espectaculares torres las mas altas de la ciudad son un nuevo polo de crecimiento habitacional y comercial en la zona sur, en donde se han construido y se contempla la creación de la zona premier financiera así como más centros comerciales; dicha zona está colindando ya con Jurica.
Famosos y extranjeros se han establecido, esto gracias a la tranquilidad de la zona y a su gran calidad de vida, hoy en día se pueden observar las construcciones verticales siendo ya un polo turístico y residencial de gran exclusividad.

## Demografía
De acuerdo con el censo realizado en 2020 por el Instituto Nacional de Estadística y Geografía (INEGI), en Juriquilla había un total de 39 244 habitantes, de los que 20 363 eran mujeres y 18 881, hombres.
| Gráfica de evolución demográfica de Juriquilla entre 1940 y 2020 |
|                                                                  |
| Fuente: Instituto Nacional de Estadística y Geografía.           |

## Gobierno
Juriquilla forma parte del municipio de Querétaro y está dentro del territorio de la delegación de Santa Rosa Jauregui, la cual se encarga de proporcionar todos los servicios del gobierno municipal.[cita requerida]
La sede de la delegación se localiza en la colonia de Santa Rosa Jauregui, cuyo delegado actual es Alejandro Rodriguez Lugo. El delegado es seleccionado por el presidente municipal de Querétaro y ratificado por el ayuntamiento.

## Galería

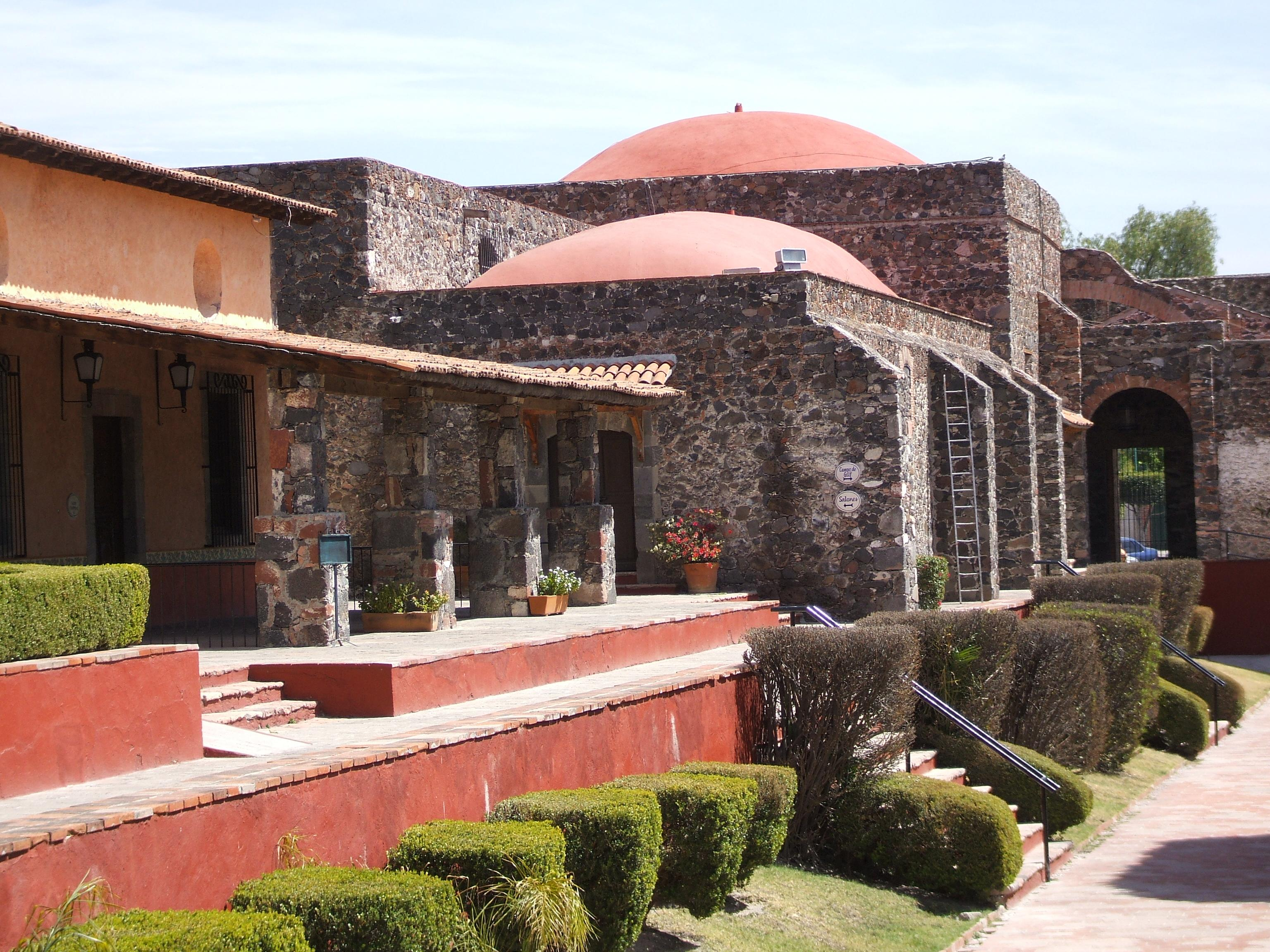
Antigua Hacienda de Juriquilla.
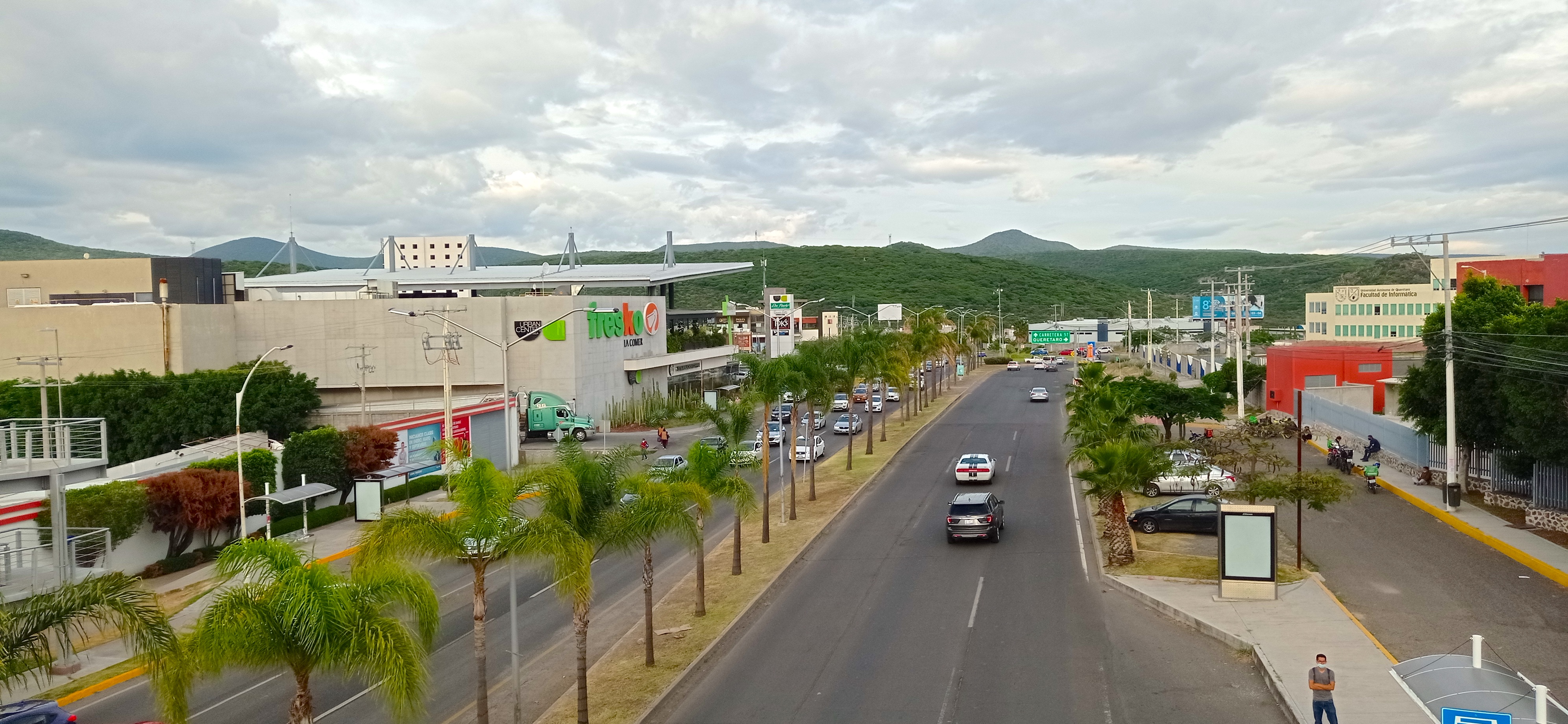
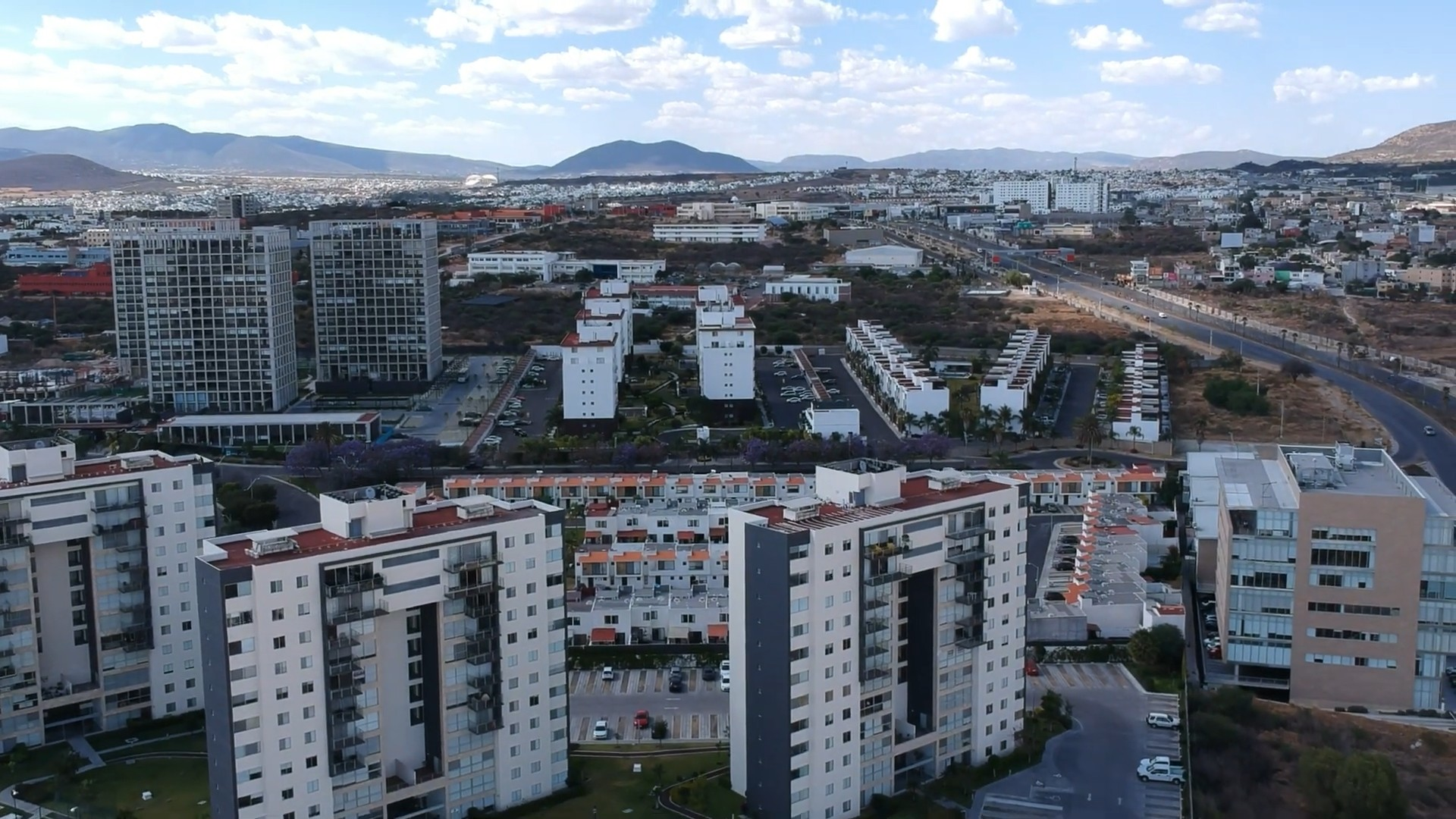